# Sundamomum durum
Sundamomum durum là một loài thực vật có hoa trong họ Gừng. Loài này được Shoko Sakai và Hidetoshi Nagamasu mô tả khoa học đầu tiên năm 1998 dưới danh pháp Amomum durum. Năm 2018, Axel Dalberg Poulsen và Mark Fleming Newman chuyển nó sang chi mới được mô tả là Sundamomum.

## Phân bố
Plants of the World Online cho rằng loài này có ở Borneo (Sarawak).